# Obozy dla osób przemieszczonych po II wojnie światowej
Obozy dla osób przemieszczonych działały po II wojnie światowej głównie na terenie Niemiec, Austrii (amerykańska i brytyjska strefa okupacyjna) i Włoch.
Osoby przemieszczone pojawiły się na terenie III Rzeszy i państw przez nią podbitych w sposób najczęściej przymusowy. Naczelne Dowództwo Sil Sprzymierzonych wprowadziło podział na kilka kategorii: ewakuowani, uchodźcy wojenni i polityczni, więźniowie polityczni, pracownicy przymusowi i ochotniczy, pracownicy Organizacji Todt, osoby wydalone z innych krajów, osoby internowane, jeńcy wojenni, bezpaństwowcy.
Od 1 października 1945 odpowiedzialność za nich przejęła od władz wojskowych UNRRA, mająca zająć się opieką nad nimi, zapewnieniem mieszkania, pożywienia, bezpieczeństwa oraz ich przyuczaniem do zawodu i transportem. Od lipca 1947 aż do ich zamknięcia obozami dipisów zajmowała się Międzynarodowa Organizacja Uchodźców.
Większość obozów zamknięto w 1952. Wyjątkiem był obóz Föhrenwald w Wolfratshausen, zamknięty w 1957 r.

## Lista obozów

### Niemcy – amerykańska strefa okupacyjna
Ainring, Altenstadt, Amberg, Ansbach, Aschaffenburg, Augsburg, Babenhausen, Bad Aibling, Bad Hersfeld, Bad Mergentheim, Bad Reichenhall, Bad Wörishofen, Bamberg, Bayreuth, Bensheim, Berlin-Düppel, Berlin-Mariendorf, Braunau am Inn, Cornberg, Deggendorf, Dinkelsbühl, Eschwege, Feldafing, Föhrenwald, Frankfurt-Zeilsheim, Fürth, Gabersee, Heidenheim, Heilbronn, Hersbruck, Ingolstadt, Kloster Indersdorf, Lampertheim, Landsberg, Leipheim, Lindenfels, München Neu Freimann, Mittenwald, Pocking, Schauenstein, Stuttgart, Trutzhain, Wetzlar, Wildflecken, Ziegenhain.

### Niemcy – brytyjska strefa okupacyjna
Aachen, Bergen-Belsen, Bocholt, Bochum, Braunschweig, Bremen, Detmold, Düsseldorf, Eckernförde, Emden, Emslandlager, Flensburg, Gladbeck, Goslar, Göttingen, Greven, Gronau, Hameln, Hannover, Hann. Münden, Haren (Maczków), Hildesheim, Itzehoe, Kiel, Lingen, Lippstadt, Lübeck, Meppen, Minden, Mönchengladbach, Mülheim (Ruhr), Neuvrees (Kacperkowo), Paderborn, Peine, Pinneberg, Remscheid, Rendsburg.

### Austria – amerykańska strefa okupacyjna
Bad Gastein, Ebensee, Hallein, Innsbruck, Linz-Bindermichel, Ried im Innkreis, Rothschild Hospital, Saalfelden, Salzburg.

### Austria – brytyjska strefa okupacyjna
Admont, Judenburg, Kapfenberg, Klagenfurt, Leibnitz, Lienz-Peggetz, Trofaiach.

### Włochy
Bari Transit, Cinecittà, Cremona, Milan and Adriatica, Rivoli, Santa Maria di Leuca, Santa Maria di Bagni, Tricasi, Turin.

### Meksyk
Guanajuato

## Osoby związane z obozami
- Aliza Olmert – urodzona w obozie
- Tadeusz Borowski – przebywał w obozie, napisał tom opowiadań Bitwa pod Grunwaldem
- Jan Baraś-Komski
- Saul Rubinek − urodzony w obozie